# Salyan (raion)
Pour les articles homonymes, voir Salyan.
Salyan est l'une des 78 subdivisions de l'Azerbaïdjan. Sa capitale se nomme aussi Salyan.

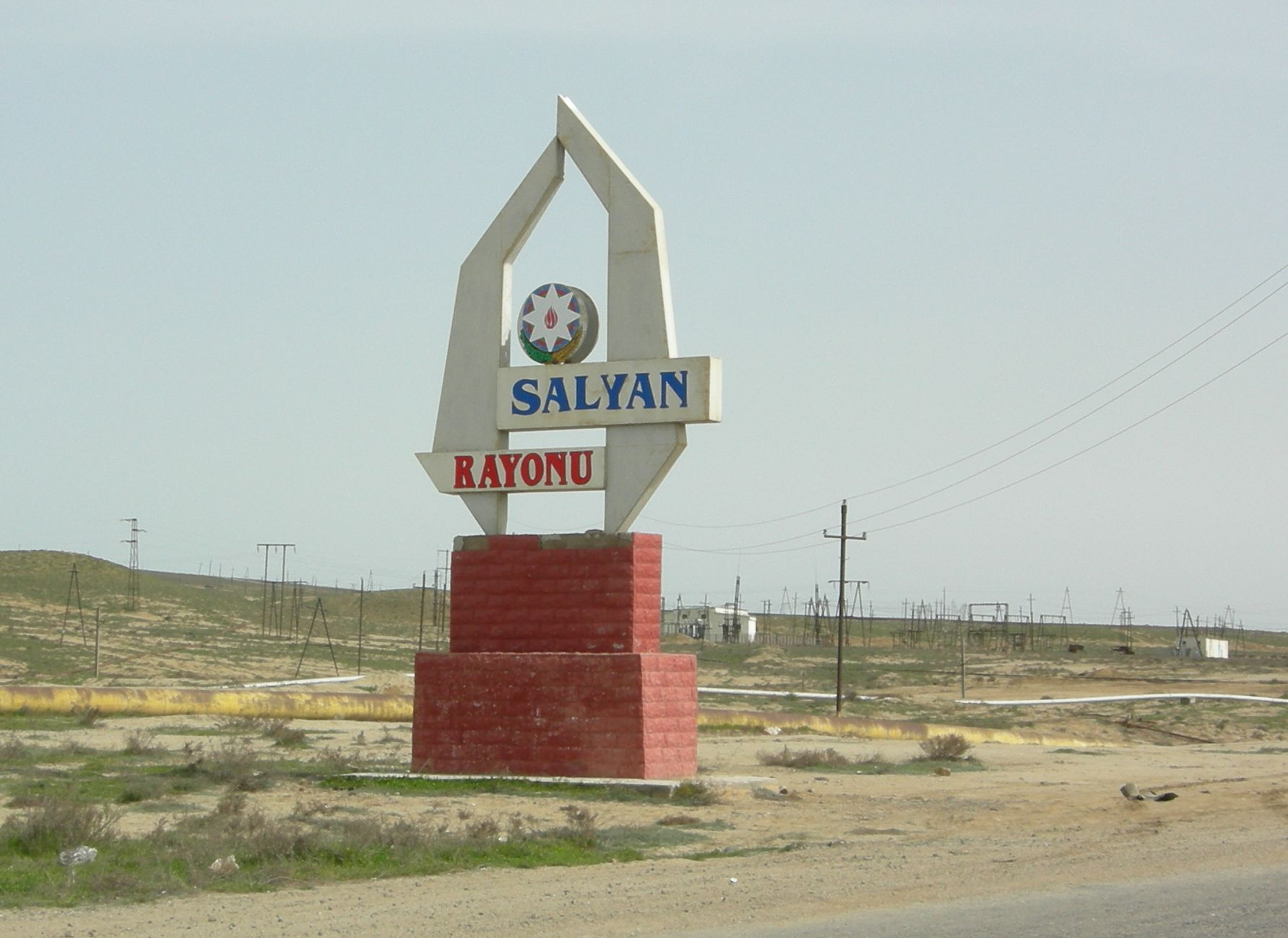
Panneau routier à l'entrée de la rayonne de Salyan depuis la ville de Şirvan, Azerbaïdjan

## Historique
Au XIIIe siècle Salyan est une localité d'une assez grande taille pour attirer l’attention. On ne sait pas exactement depuis quand elle existe. Cependant, en tant que colonie, elle remonte au milieu du XVe siècle. Les relations commerciales des Shirvanshahs avec les villes de Mugan, Tabriz se font par Salyan. Aux XVII-XVIII siècles les routes commerciales avec l'Iran, le Caucase du Nord, le Turkestan et la Russie passent par Salyan. Le poisson, le caviar, le tabac, les tissus blancs et rayés sont emmenés de Salyan dans les villes pour être vendus. 
Au XVIIIe siècle, à Salyan possède un atelier monétaire, où l'on frappe de l'argent et des pièces de monnaie. En 1795, lorsque l'armée de 12 000 hommes d'Agha Muhammad Shah Qajar attaque Shamakhi, il pille et détruit Salyan. 
La date de fondation de la région de Salyan: 1930

## Géographie
A l'est de la région de Salyan se trouvent des crêtes et des collines (Harem, Mishovdag, etc.). La majeure partie de son territoire se trouve à 28 m au-dessous du niveau de la mer. Les sédiments néogènes et anthropiques sont courants. Les volcans de boue (Galmas, Michovdag, etc.) sont présents. Les ressources minérales sont pétrole et gaz. le territoire est semi-désert et steppe avec des étés doux et chauds. La température moyenne est de 2,5°C en janvier et de 26,2°C en juillet. Les précipitations annuelles sont de 250 à 350 mm.
Popul. totale: 139,900

## Bourgs
Les bourgs: Kursəngui, Garatchala, Aydıngun, Yolustu, Achaghi Kurkəndi, Duzenlik, Peyk, Girkhtchirag

## Villages
Xidirli, Tchadirli, Pambiakend, Bachirbeyli, Arbatan, Achaghi Noxudluu, Yuxari Noxudlu, Xurchud, Birindji Varli, Ikindji Varli, Yenikend, Chekerli, Hasanli, Qardili, Qarabaghli, Tezekend, Kerimbeyli, Gomuchtchu,Kolanı, Qizilaghadj, Beydilli, Altchali, Quytchu, Kur Qaraqachli, Bechtali, Cengan, Arabgaradachbeyli, Xodjali, Marıchli, Seyidsadigli, Sarvan, Dayikend, Seyidler, Xeledj, Abadkend, Tchuxanli, Piratman, Gandjali, Partcha Xeledj, Seyidan,
Chorsulu, Borankend.